# Jára Kohout
Jára Kohout, vlastním jménem Jaroslav Kohout (9. prosince 1904 Praha – 23. října 1994 Praha) byl český filmový herec a zpěvák. 
Za svůj život hrál v 60 českých filmech, z toho jen ve čtyřech po konci druhé světové války do roku 1948, kdy emigroval. Odešel nejprve do Německa a Francie, později přesídlil do USA. Patřil mezi nejoblíbenější filmové herce První republiky a v těžkých podmínkách v emigraci se nakonec dokázal prosadit a i v USA se stal velmi populárním. Po sametové revoluci se dne 3. dubna 1990 vrátil po 42 letech emigrace zpět do vlasti, kde také zemřel.

## Život
Narodil se do dobře situované rodiny Alfréda Kohouta (1874) a jeho ženy Anežky roz. Vondrákové (1883). Od dětství se učil tanci a hře na housle, již od sedmi let hrál ochotnicky divadlo. Jeho otec si však vůbec nepřál, aby byl divadelníkem, a nechal ho vyučit zubním technikem. Jára se pak této profesi ještě po několik let věnoval, přičemž po večerech hrál divadlo. Za svůj život hrál v mnoha a mnoha pražských kabaretech, až se na jednom studentském večírku náhodou seznámil s Ferencem Futuristou, který ho přizval k vystupování společně s jeho bratrem Emanem Fialou. Tato spolupráce posléze trvala plných devět let. Vystupovali v různých kabaretech a zábavních podnicích po celé Praze a byli všichni velice populární. V těchto letech natočil také několik gramofonových desek. Kromě toho také natáčel filmy. Zpočátku hrál v němých filmech, po vzniku zvukového filmu vystupoval i v muzikálových filmech a filmových operetách. Zavedl se také jako úspěšný komediální herec.
Oženil se v roce 1926, a se svou manželkou strávil 53 let. Měl tři dcery a jednoho syna Jaroslava (1937–1942), který zemřel v pěti letech na dětskou nemoc. Měl staršího bratra Alfréda (1902), a mladšího bratra Jana (1906–198?), který se v letech 1934–1973 podílel na cca 300 filmech.
V roce 1935 Jára koupil smíchovské Švandovo divadlo, v roce 1938 pak od emigrující dvojice V+W (Jiří Voskovec & Jan Werich) odkoupil celé Osvobozené divadlo i s herci a inventářem a přejmenoval jej na Divadlo U Nováků. Doba okupace byla ale pro něho osobně velice problematická, kompromitoval se v několika rozhlasových skečích, což ale stejně nezabránilo tomu, aby nebyl posléze zatčen a uvězněn v Pankrácké věznici. Z vězení ho prý nakonec dostal jeden příslušník SS, který měl rád jeho filmy. Ani po válce to neměl nijak jednoduché, divadlo mu bylo zestátněno a on v něm nesměl vystupovat. Živil se pak jako estrádní umělec po zájezdech, vystupoval i na Slovensku. Po válce si zahrál už jen ve 4 filmech.
V noci z 2. na 3. října 1948 během pohostinského představení hry Na tom našem dvoře pro celníky v Aši emigroval o přestávce před druhým dějstvím v masce kohouta spolu se svojí ženou tanečnicí Mimi (Boženou) Grünwaldovou (1907-1979) a jejich dcerami Alenou Kohoutovou provd. Kaňkovou (1927), Zuzkou (1941) a dvouletou Danielou (1946), do západního Německa.

## V emigraci
Život v emigraci zpočátku nebyl vůbec jednoduchý, zprvu musel jezdit po různých utečeneckých táborech v Německu, kde bavil české krajany, poté na pozvání francouzského rozhlasu odjel i s rodinou do Francie, kde vystupoval ve známém pařížském podniku El Monico na Place Pigalle. Tehdy zde s ním vystupovala např. Édith Piaf, Josephine Bakerová či Yves Montand. Potom dostal od Pavla Tigrida pozvánku na účinkování v rádiu Svobodná Evropa v Mnichově (RFE). Zde ale nevydržel dlouho a přestěhoval se do americké pobočky RFE v New Yorku v USA, kterou vedl Ferdinand Peroutka. V USA vystupoval pro krajany, hrál několik drobných postaviček ve filmu, účinkoval i v reklamě, zahrál si na Broadwayi mimo jiné i s Barbrou Streisandovou. Uskutečnil i několik cest za krajany do Austrálie.

### Kariéra ve Svobodné Evropě
Ihned roku 1951 pomáhal zakládat českou redakci Svobodné Evropy. Byl obsazován do různých rozhlasových her. Dne 17. listopadu 1952 se ale již objevuje ve Spojených státech. Pak se ale do Svobodné Evropy vrací jako rozhlasový redaktor a herec, ve svých pamětech vzpomíná i na setkání s různými emigranty.

## Po návratu do vlasti
Po Sametové revoluci se dne 3. dubna 1990 vrátil po 42 letech emigrace zpět do vlasti, zahrál si epizodní role i v několika nových českých filmech, vystupoval v rozhlase i v televizi, stihl se i znovu oženit s o 60 let mladší ženou, s redaktorkou paní Marcelou (1964), se kterou pak i veřejně vystupoval. Zemřel v Praze na rakovinu prostaty. Byl i dědečkem, měl celkem 7 vnoučat a dokonce i pravnoučata. 

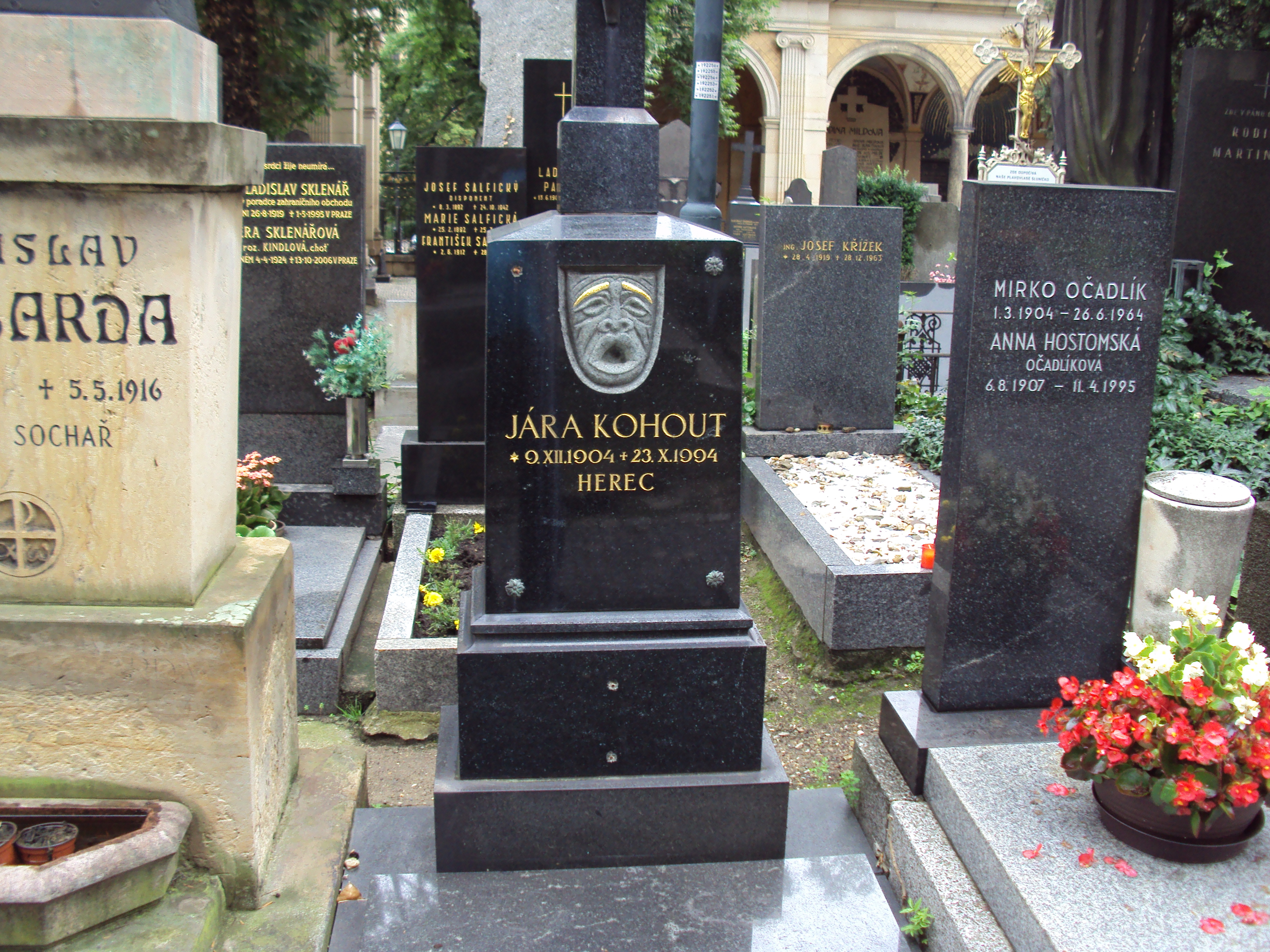
Hrob na Vyšehradském hřbitově

## Paměti
Své memoáry vydal pod názvem Hop sem, hop tam ve švýcarském nakladatelství KONFRONTATION SA v Curychu v roce 1977. Po roce 1989 vyšly i v Praze.

## Česká filmografie (výběr)

### Před rokem 1948
- 1922 – Venoušek a Stázička
- 1926 – Vdávala se jedna panna
- 1926 – Prach a broky
- 1928 – Modrý démant
- 1928 – Ve dvou se to lépe táhne
- 1929 – Neviňátka
- 1930 – Utrpení šedé sestry
- 1931 – Miláček pluku
- 1933 –  Pobočník Jeho Výsosti
- 1933 – Život je pes
- 1934 – Poslední muž
- 1934 – Tři kroky od těla
- 1934 – Život je pes (německá verze)
- 1934 – Z bláta do louže
- 1935 – Vdavky Nanynky Kulichovy
- 1935 – Naši herci coby pouliční zpěváci
- 1935 – Král ulice
- 1935 – Barbora řádí
- 1935 – Jedenácté přikázání
- 1936 – Komediantská princezna
- 1936 – Lojzička
- 1936 – Na tý louce zelený
- 1936 – Uličnice
- 1937 – Důvod k rozvodu
- 1937 – Falešná kočička
- 1937 – Filosofská historie
- 1938 – Lucerna
- 1938 – Bílá vrána
- 1938 – Klapzubova XI.
- 1938 – Manželka něco tuší
- 1938 – Slávko nedej se!
- 1938 – Třetí zvonění
- 1939 – Děvče z předměstí anebo Všechno vyjde najevo
- 1939 – Kristián
- 1939 – Lízino štěstí
- 1939 – Mořská panna
- 1939 – Srdce v celofánu
- 1939 – U svatého Matěje
- 1940 – Dceruška k pohledání
- 1940 – Prosím, pane profesore!
- 1940 – Vy neznáte Alberta
- 1940 – Čekanky
- 1941 – Hotel Modrá hvězda
- 1942 – Host do domu
- 1942 – Městečko na dlani
- 1944 – Neviděli jste Bobíka?
- 1944 – Počestné paní pardubické
- 1947 – Parohy
- 1947 – Tři kamarádi
- 1947 – Čapkovy povídky
- 1948 – Polibek ze stadionu

### Po roce 1989
- 1994 – Ještě větší blbec než jsme doufali
- 1995 – Divoké pivo

## Americká filmografie
- 1968 – What's So bad About Feelig Good ?
- 1971 – Taking Off
- 1971 – The Projectionist
- 1971 – Bananas
- 1982 – The Comeback Trail